# Джаяварман III
Джаяварман III — правитель Кхмерської імперії.
Був одним з небагатьох кхмерських правителів, який поклонявся Вішну, про що свідчить його посмертне ім'я — Вішнулока.